# Transilvania Construcții
Transilvania Construcții este o companie de construcții din Cluj-Napoca.
Compania a fost înființată în anul 1990 prin reorganizarea Trustului de Construcții Cluj fondat în 1950, iar din anul 1999 compania a fost privatizată integral, acțiunile FPS fiind cumpărate de salariații societății prin PAS.
În prezent (noiembrie 2009), acționarii principali ai companiei sunt Gabriela Timofte, care controlează 30,44% din capitalul social, Mircea Timofte, cu 30,13%, SIF Banat-Crișana (SIF1), cu 19,04%, și Autoritatea pentru Valorificarea Activelor Statului (AVAS), care deține 3,17% din capital.
Acțiunile firmei de construcții au intrat din 11 iulie 2008 la cota Bursei, după transferul de pe piața Rasdaq,
unde au fost tranzacționate la secțiunea XMBS, sub simbolul COTR.
Compania deține Parcul Logistic Transilvania - cu o suprafață de aproximativ 145.000 mp, din care 72.000 mp reprezintă suprafața depozitelor.
În parcul logistic își desfășoară activitatea aproximativ 80 de firme.
Proiectul a fost demarat în anul 2003 și s-a desfășurat în mai multe etape, ultima etapă urmând să fie finalizată în anul 2010.
Număr de angajați în 2008: 351
Cifra de afaceri:
- 2009: 28,8 milioane lei (6,8 milioane euro)[6]
- 2008: 58,9 milioane lei (16 milioane euro)[7]
- 2007: 67,8 milioane lei (20,3 milioane euro) [1][7]

Venit net:
- 2009: 0,3 milioane lei (0,08 milioane euro)[6]
- 2008: 5,4 milioane lei (1,4 milioane euro)[7]
- 2007: 2,5 milioane euro[1]